# Übersicht der Listen der Naturdenkmale im Rhein-Pfalz-Kreis
Die Übersicht der Listen der Naturdenkmale im Rhein-Pfalz-Kreis nennt die Listen und die Anzahl der Naturdenkmale in den Städten und Gemeinden im rheinland-pfälzischen Rhein-Pfalz-Kreis. Die Listen enthalten 33 im Landschaftsinformationssystem der Naturschutzverwaltung Rheinland-Pfalz verzeichnete Naturdenkmale.

## Bobenheim-Roxheim
In der verbandsfreien Stadt Bobenheim-Roxheim ist 1 Naturdenkmal verzeichnet.

## Böhl-Iggelheim
In der verbandsfreien Stadt Böhl-Iggelheim sind 6 Naturdenkmale verzeichnet.

## Verbandsgemeinde Dannstadt-Schauernheim
In den 3 verbandsangehörigen Gemeinden der Verbandsgemeinde Dannstadt-Schauernheim sind keine Naturdenkmale verzeichnet.

## Verbandsgemeinde Lambsheim-Heßheim
In den 6 verbandsangehörigen Gemeinden der Verbandsgemeinde Lambsheim-Heßheim sind insgesamt 7 Naturdenkmale verzeichnet.
| Ort                         | Naturdenkmalliste                                      | Gesamtanzahl Naturdenkmale |
| --------------------------- | ------------------------------------------------------ | -------------------------- |
| Beindersheim                | Liste der Naturdenkmale in Beindersheim                | 2                          |
| Großniedesheim              | Liste der Naturdenkmale in Großniedesheim              | 1                          |
| Heßheim                     | Liste der Naturdenkmale in Heßheim                     | 2                          |
| Heuchelheim bei Frankenthal | Liste der Naturdenkmale in Heuchelheim bei Frankenthal | 1                          |
| Lambsheim                   | Liste der Naturdenkmale in Lambsheim                   | 1                          |

In Kleinniedesheim sind keine Naturdenkmale verzeichnet.

## Verbandsgemeinde Maxdorf
In den 3 verbandsangehörigen Gemeinden der Verbandsgemeinde Maxdorf sind insgesamt 3 Naturdenkmale verzeichnet.
| Ort         | Naturdenkmalliste                      | Gesamtanzahl Naturdenkmale |
| ----------- | -------------------------------------- | -------------------------- |
| Birkenheide | Liste der Naturdenkmale in Birkenheide | 1                          |
| Maxdorf     | Liste der Naturdenkmale in Maxdorf     | 2                          |

In Fußgönheim sind keine Naturdenkmale verzeichnet.

## Mutterstadt
In der verbandsfreien Stadt Mutterstadt sind 2 Naturdenkmale verzeichnet.

## Verbandsgemeinde Rheinauen
In den 4 verbandsangehörigen Gemeinden der Verbandsgemeinde Rheinauen sind insgesamt 9 Naturdenkmale verzeichnet.
| Ort        | Naturdenkmalliste                          | Gesamtanzahl Naturdenkmale |
| ---------- | ------------------------------------------ | -------------------------- |
| Altrip     | Liste der Naturdenkmale in Altrip          | 3                          |
| Otterstadt | Liste der Naturdenkmale in Otterstadt      | 5                          |
| Waldsee    | Liste der Naturdenkmale in Waldsee (Pfalz) | 1                          |

In Neuhofen sind keine Naturdenkmale verzeichnet.

## Verbandsgemeinde Römerberg-Dudenhofen
In den 4 verbandsangehörigen Gemeinden der Verbandsgemeinde Römerberg-Dudenhofen sind insgesamt 5 Naturdenkmale verzeichnet.
| Ort        | Naturdenkmalliste                            | Gesamtanzahl Naturdenkmale |
| ---------- | -------------------------------------------- | -------------------------- |
| Dudenhofen | Liste der Naturdenkmale in Dudenhofen        | 1                          |
| Römerberg  | Liste der Naturdenkmale in Römerberg (Pfalz) | 4                          |

In Hanhofen und
Harthausen sind keine Naturdenkmale verzeichnet.

## Schifferstadt
In der verbandsfreien Stadt Schifferstadt sind keine Naturdenkmale verzeichnet.